# 暴君ティラノさん
『暴君ティラノさん』（ぼうくんティラノさん）は、原作：真鍋譲治、作画：みよね椎による日本の短編漫画。
スラップスティックSFコメディと称している。2004年、富士見書房『ドラゴンエイジ』に読み切りとして初出。後に続編を追加して、2005年に角川書店（カドカワコミックスドラゴンジュニア）から単行本が発刊された。

## あらすじ
時は2014年。佳奈は、優等生で誰からも好かれる女子学生。しかしある朝突然、佳奈の肉体に6,000万年前の恐竜（ティラノサウルス）のオス「ラルフ」の意識が宿る。佳奈の幼なじみの健介はラルフとともに、ラルフを元の世界に帰そうと奮闘する。
6,000万年前、ラルフが獲物の草食竜トリケラトプスに手をかけようとした瞬間、隕石が地球に衝突する。その衝撃で異常磁場が発生。ラルフとトリケラトプスの意識は2014年に飛ばされてしまう。ラルフの意識が佳奈に、ラルフの時代に生きていたネズミの意識は1年前の2013年、先生に宿る。
2003年、米軍が秘密裏に行った「時空操作実験」が、6,000万年前と現代を結ぶ時空のパイプを開いていたのだ。このとき、実験のせいで、家族や仲間をラルフに殺されたトリケラトプスの意識が米大統領の娘キャシーに宿る。トリケラトプスはキャシーの権力を利用してラルフに復讐することを誓う。
ラルフの話を聞いた健介はラルフを博物館に連れて行き、恐竜はすでに絶滅したことを知らせる。ラルフは絶望のあまり、恐竜の骨格模型を壊してしまう。その頃、健介の友人オタコンは健介に頼まれ、ラルフが転生した謎をインターネットで探る。オタコンは、2003年にフィラデルフィアで謎の大停電があったこと、その時期に米軍の時空操作実験が行われ異常磁場が発生したこと、30万年に1秒も狂わないはずの原子時計が3分――つまり6,000万年分も――狂っていることを突き止める。
トリケラトプスはキャシーの父の権力を使って米軍を動かし、健介たちの学園を強襲する。自分は2014年に残ったまま実験装置を再び作動させて、ラルフだけを恐竜が絶滅する寸前の世界に戻し、葬ろうとしたのだ。そこに現れたのは毒河豚、結婚するつもりだった「佳奈」が米軍に奪われそうになり、武装した子分を従えて佳奈を奪還しようとする。ラルフはその混乱に乗じて、キャシーを連れて実験装置に踏み込む。
ラルフと先生は、自分たちが絶滅する運命を知りながら、自らの時代に帰ることを決意する。
実験装置の臨界とともに、佳奈たちには元の意識が、そして健介たちには平和な日常が戻る。
健介たちは、博物館で壊してしまった恐竜の骨格模型を復元する。ただし「モダンでアーバンでファッショナブル」なラルフたちの生活を再現して―。

## 登場人物
ラルフ6,000万年前のティラノサウルス。自らを暴君竜ラルフと称している。ラルフによれば、竜の世界は「モダンでアーバンでファッショナブル」だという。
御子林 佳奈（みこばやし かな）校内にいくつもファンクラブができるほどの、才色兼備の優等生。ラルフの意識が宿ったため、がさつで男っぽい性格になる。
柴田 健介（しばた けんすけ）佳奈の幼なじみ。佳奈と一緒に通学している。佳奈に思いを寄せているが奥手で、本人曰く「長い仲の末がカバン持ち」。
毒河豚（どくふぐ）ヤクザ「毒河豚組」のひとり息子。佳奈を一方的に追いかけ回し、佳奈の肉体にラルフの意識が宿っていることを知らずに求婚する。
オタコン健介の悪友でコンピュータおたく。ラルフの意識が現代に蘇った原因を健介と探ろうとする。
キャシー・マクナラン米国大統領の娘で、11歳にして父親の政策秘書を務める。ラルフに仲間を食われた草食竜トリケラトプスの意識が宿る。
生徒会長校内で知られた女たらしで、佳奈にラルフの意識が宿っていることを知らずに言い寄ろうとする。
先生佳奈たちが通う学園の教員で、謎めいた大人の女性。どうやらラルフの秘密を知っているようだが―。

## エピソード
- 漫画家である真鍋は、本作品で初めて原作を担当した[1]。
- 作画担当のみよねは、本作の制作時期にうつ病に罹っていたため制作に時間がかかり、最終的に100ページ以上の原稿を2週間で仕上げる羽目になった[2]。真鍋はこれに怒り、一時は原作を引き上げる剣幕だったという[3]。一方で真鍋はみよねの実直なネームを評価している[4]。